# Shelby (Texas)
Shelby è una comunità non incorporata degli Stati Uniti situata nella contea di Austin, nello stato del Texas. Secondo il censimento effettuato nel 2000 abitavano nella comunità 175 persone.

## Geografia
È situata a 30°01′18″N 96°35′54″W, all'intersezione tra la Farm to Market Road 389 (FM 389) and Farm to Market Road 1457 (FM 1457), nella parte nord-occidentale di Austin County. La comunità si trova 7.3 miglia (11.7 km) a nord-ovest di Industry, 8.0 miglia (12.9 km) a nord-ovest di Round Top (raggiungibile attraverso la FM 1457), e 17.1 miglia (27.5 km) a nord-est di Brenham (raggiungibile attraverso la FM 389).